# Lodan Kulon
Lodan Kulon is een bestuurslaag in het regentschap Rembang van de provincie Midden-Java, Indonesië. Lodan Kulon telt 3758 inwoners (volkstelling 2010).